# 해리 S. 트루먼
해리 S. 트루먼(영어: Harry S. Truman, 문화어: 해리 트루맨, 1884년 5월 8일~1972년 12월 26일)은 미국의 제34대 부통령(1945년), 제33대 대통령(1945년~1953년)이었다. 이는 프랭클린 루스벨트 대통령의 갑작스런 죽음으로 부통령이 된 지 불과 82일 만에 대통령직을 승계하였다. 제2차 세계대전에서 나치 독일의 항복을 받았고, 태평양 전쟁에서 일본의 천황인 히로히토로부터 항복을 받았으며, 한국 전쟁 당시 미국의 대통령이었다. 세계에서 유일하게 핵무기를 전쟁에서 사용하라고 명령한 국가 원수이다.

## 생애

### 어린시절
그는 어렸을 적 역사에 관한 책을 너무 많이 읽는 바람에 시력이 나빠져서 사관학교에 가진 못하였지만, 시력 검사표를 외워 미주리주 소위 방위군에 임관하고 1차대전에 참전하여 포병장교로 프랑스에서 근무하다가 대위로 제대했다.

### 첫 정치생활
그는 1919년, 베스 트루먼과 결혼하고, 남성복 가게를 열었으나 3년도 못 가 망했다. 하지만 아내와의 결혼생활은 행복하였다. 그 뒤, 정치계에 투신하여 1922년부터 1934년까지 판사로 봉사하였고, 연방 상원의원의 길을 열었다.
1944년까지 연방 상원의원으로 국방위원장까지 맡았지만 그다지 주목 받거나 활발한 상원의원은 못되고 그저 무난한 편이었다.

## 부통령에서 대통령으로
1945년 4월 12일 트루먼이 부통령이 된 지 83일날, 프랭클린 루스벨트가 뇌출혈로 사망하자 대통령직을 승계하여 대통령이 되었다. 리틀 보이(Little Boy)라는 별명으로 프랭클린 D. 루스벨트 때 개발되어 완성된 원자 폭탄이 있었는데, 이것을 과연 일본에 투하해야 하느냐 말아야 하느냐 하는 결단을 내려야 했다. 결국 일본을 무조건 항복시키기 위해서 1945년 8월 6일 히로시마에, 8월 9일 나가사키에 각각 투하하여 일본의 무조건 항복을 받는데는 성공하는 쾌거를 달성하였다. 그러나 일본에서는 20만명이 죽거나, 방사능 질병으로 고통을 받게 되었으므로, 트루먼의 원자탄 투하는 일본 뿐만 아니라 전 세계의 비판을 받아야 했다. 국내에서는 페어 딜(Fair Deal)이라는 정책을 펼쳤는데 이것은 프랭클린 D. 루스벨트가 추진했던 뉴딜정책을 연장 확대한 것으로 세계 대전이 끝난 뒤의 미국 경제를 안정시키는데 큰 역할을 했다.

### 대통령 재임기간
1948년 미국 대통령 선거에서 선거일 밤, 그는 자신이 패배할 것이라고 생각했으나, 다음날 아침 자신의 승리를 알리는 소식에 잠을 깼고, 그 날 시카고트리뷴은 '공화당 후보 듀이, 트루먼에 승리하다'라는 역사적인 오보를 냈다. 한국 전쟁 중에서 더글러스 맥아더와는 정치적으로 좌우 대립 갈등을 벌였으며 그 때문에 아이젠하워를 선택했다는 견해가 있다.

### 외교

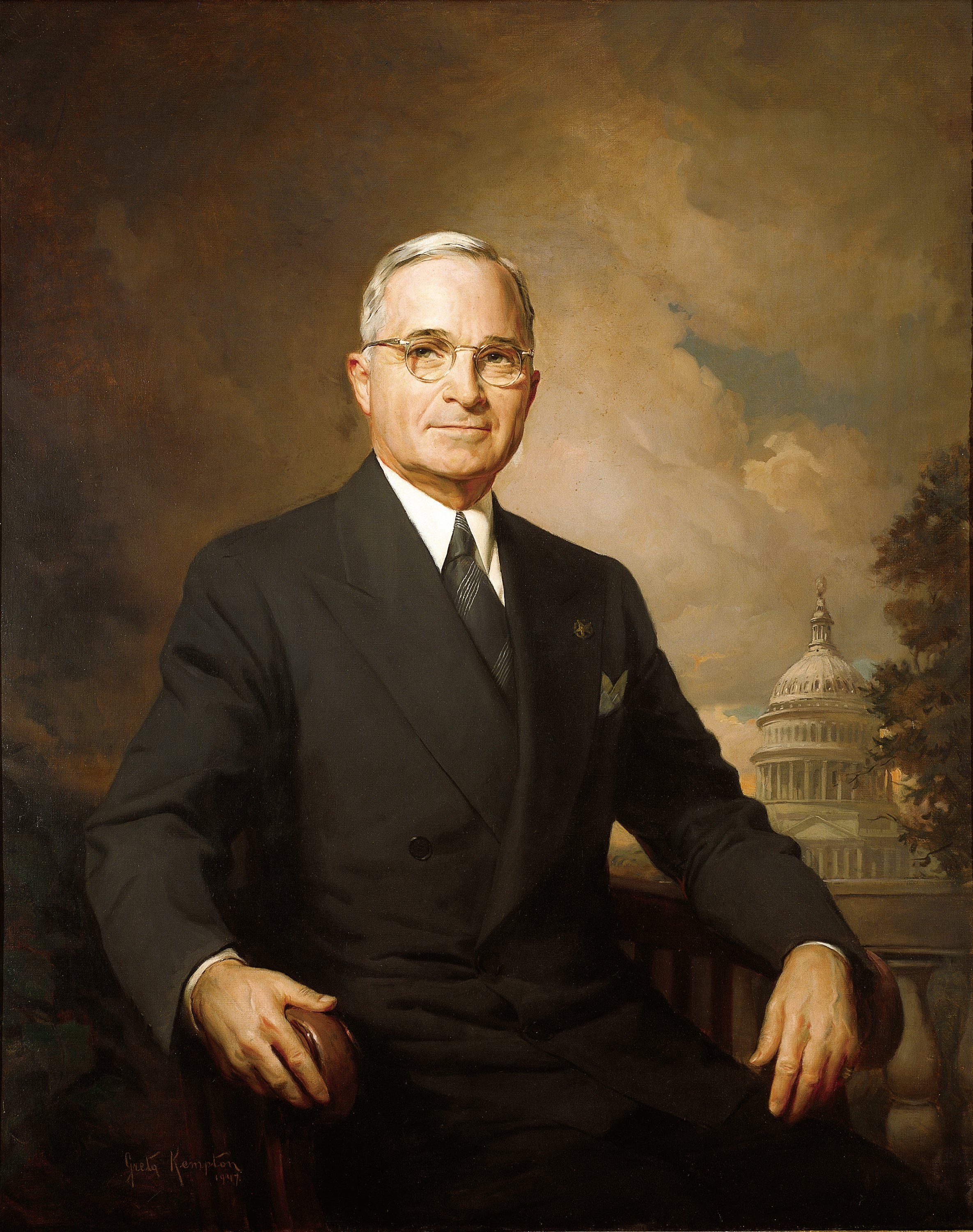
백악관 공식 초상화

1965년 린든 B. 존슨(왼쪽)과 트루먼 대통령(오른쪽)과 그의 부인 베스 트루먼(트루먼의 뒤쪽).

트루먼의 등장은 프랭클린 루스벨트가 신봉했던 파시즘의 종식을 전제로 한 미국 외교정책의 전면적 변화를 예고하는 것이었다. 무엇보다도 트루먼은 반소 감정이 매우 강해, 이미 상원의원 시절에 "독일군들과 소련군들이 피가 다 빠질 때까지 싸웠으면 좋겠다."는 독설을 서슴지 않았던 인물이었다. 그는 국제주의적인 협상과 타협을 비도덕적인 것으로 간주하였으며, 자유세계의 방위를 위해선 소련이라는 '세계적인 깡패'에 대해 십자군적인 자세를 가져야 한다는 신념의 소유자였다.
트루먼 재임시, 미군은 한반도의 38도선 이남을 1945년 9월 9일부터 1948년 8월 15일 대한민국의 공식 출범시까지 재조선미육군사령부군정청을 수립해 다스렸다. 1947년 3월 12일, 트루먼은 상하 양원 합동회의에서 행한 연설에서 이른바 트루먼 독트린으로 불리는 선언을 하였다. 이 선언은 이승만을 비롯한 남한의 정치인들의 환영을 받았다. 마침내 미소공동위원회는 아무런 성과없이 1947년 8월 해산하자, 1947년 9월 유엔 총회에 한국문제 해결을 위탁했다. 1948년 총선거를 실시하기로 하였으나 소련의 반대로 인하여 남한에서만 총선거가 이루어졌고, 곧 대한민국이 수립되어 미군정은 통치권을 이양하고 해체되었다. 한국 전쟁 발발 당시 유엔군 조직을 주도하여 대한민국 편에 참전하게 만드는 절대적인 역할을 하였다. 1951년 9월에는 샌프란시스코 강화조약을 통해 일본의 주권과 국교를 정상화하였고 그 해에 미일안전보장조약을 조인하였다.

#### 대 아시아 외교

##### 1945년~1946년
트루먼 재임시, 미군은 한반도의 38도선 이남을 1945년 9월 9일부터 1948년 8월 15일 대한민국 수립시까지 다스렸다. 미군정은 자체적으로 자본주의 체제를 남한 사회에 이식하였다. 미국은 대한민국임시정부를 승인하지도 않았고 건준과 인민위원회도 부정하였다.(→맥아더 포고령) 미군정은 진주 직후 남한의 직접통치에 들어가게 되었지만 효과적으로 통치할 경험도, 능력도 없어 옛 조선총독부의 일본인, 친일파 인사들을 그대로 등용, 실질적으로 조선총독부를 계승한 식민지 통치를 하였다. 1946년 1월 15일 미군정은 1개 연대 병력으로 남조선국방경비대를 창설하였다.(이후 병력을 증강하여 1948년 대한민국 정부 수립 이후의 대한민국 육군의 기반이 되었다.) 일본으로부터 독립된 한국의 시한적인 통치기관이었던 미군정과 소군정은 한국통일의 방법을 모색하기 위하여 1946년 3월 서울에서 양국 점령군 대표로서 구성되는 미소공동위원회를 열었다. 그러나, 1946년 5월 미소공동위원회가 무기한 휴회하였다. 이에 따라 미군정은 38선 이남만의 입법기관으로서 남조선과도입법의원을 준비하였고 1946년 12월 12일 개원하였다.

##### 1947년
1947년 3월 12일, 트루먼은 상하 양원 합동회의에서 행한 연설에서 이른바 트루먼 독트린으로 불리는 선언을 하였다. 그는 "미국의 목적은 한 사람이 독재정치를 하는 공산 제국주의에 대항해 자유민주주의 제도와 영토보전을 위해 투쟁하는 세계의 모든 국민을 원조하는 것"이라고 선언하며 좌익과 우익간의 대립이 심각했던 그리스와 터키에서 공산세력의 진출을 저지하기 위한 자금 4억 달러를 의회에 요청하였다. 하지만 트루먼 독트린의 실제 이유는 공산주의 확산을 방관할 시 유럽과 아시아라는 대형 시장을 잃을 것으로 판단했기 때문으로 추정된다. 실례로 미국은 시장으로서의 가치가 큰 유럽을 경제적으로 지원하여 당시 옛 소련 주도로 벌어지던 공산주의 확산을 막으려고 한 적이 있다.
트루먼 독트린이 발표되자 이승만은 트루먼에게 감사의 편지를 보내 대한민국에 이 정책을 수용하게 함으로써 민족주의자와 공산주의자 사이에 협력을 이끌어 내려는 미 군정의 정책을 포기하게 하도록 권하였다. 이승만은 '미국 내에서 즉각적인 과도 독립 정부를 수립함으로써 공산주의의 진출에 대한 방파제를 구축'해야 한다고 주장했다. 김구는 '트루먼이 전 세계 자유애호 국민에게 희망을 주었다'는 내용의 메시지를 발송했다. 김성수는 트루먼에게 찬사를 표하는 무선전보를 보냈다. 장덕수는 '이것은 트루먼에게 큰 불빛이다. 긴 터널의 출구가 보이기 시작했다'고 했다.
마침내 미소공동위원회는 아무런 타결 없이 1947년 8월 해산하였다. 공동위원회는 본질적으로 한국통일을 위한 어떠한 공통점을 찾기 어려운 회합이었다. 왜냐하면 미국은 한반도의 통일이 친미적으로 이루어지기를 주장했고, 소련은 소련대로 친소적으로 통일되기를 고집했기 때문이다. 소련 점령군과의 협상에 실패한 미국은 양자간의 타협에 의한 해결이 불가능하다는 사실을 깨달았다. 그리하여 미국은 1947년 9월 유엔 총회에 한국문제 해결을 위탁했다. 당시 공산블록을 제외한 대다수의 회원국들은 미국측의 영향하에 있었으므로, 미국이 제의한 한국통일 결의안은 1947년 11월의 총회에서 통과되었다.

##### 1948년
1948년 총선거를 실시하기로 하였으나 소련의 반대로 인하여 남한에서만 총선거가 이루어졌고, 곧 대한민국이 수립되어 미군정은 통치권을 이양하고 해체되었다. 미국은 미군정이 종료하고 주한미군 철수를 확정했음에도 한국을 포기하지 않았다. 1948년 8월 미국은 대사관이 총괄하는 미사절단을 한국에 파견했다. 미국은 미사절단을 통해 한국에서 여전히 가장 큰 영향력을 행사했다. 미사절단은 신생 대한민국의 안정화와 한국에서 반공보루 구축이라는 목표를 실현시키기 위해 활동했다.

##### 1949년
1949년 1월 2일 트루먼은 이승만이 장면을 주미 대사로 인정해달라는 붓글씨로 쓴 친필 서한을 받았다. 그리고, 미국은 대한민국을 승인(1949년 1월)하고 초대 주한미국대사로 존 무초를 임명(1949년 3월 20일)하였다.
1949년 4월 10일 주미 대사관에, 서울의 이승만 대통령으로부터 미국과의 군사원조 교섭을 비밀리에 실천하라는 지시를 담은 편지가 전달되었다. 이에 따라 장면 대사는 트루먼 대통령과 의회내 극우파 의원들을 집중적으로 만났다. 장면 대사와 조병옥 특사의 외교활동이 더욱 활발해지자 그 후 미국의 대(大)신문들은 사설을 통해 트루먼 행정부의 대공유화(對共宥和) 정책을 비난하고 "두 한국 외교관의 호소는 미국으로부터 당연히 응답을 얻을 수가 있어야한다"고 지적했다. 미국내에서 군사원조에 대한 여론이 호전되고 있을 때, 미국 극동담당 차관보인 윌튼 버터워스(W. Walton Butterworth) 가 장면대사에게 국무성을 방문해달라는 요청이 있었다. 버터워스는 조병옥 특사와 장면 대사의 미국정부에 대한 군사원조 요구와 주장을 미국내에서 여론화시키는 작업때문에 국무성이 곤경에 빠졌으므로 장면 대사에게 다음과 같이 항의를 했다. "한국 정부가 한국 사정을 미국 일반시민에게 직접 호소해서 미국 정부에 압력을 가하려는 것은 정당한 방법도 아니며 효과도 없을 것입니다. 강력한 방위력이 있는 것처럼 행세하여 국민으로하여금 정부의 방위력을 믿게 하고 또 공산군의 남침을 저지하면서 정상적인 외교절차를 밟아 무기와 군장비를 요청해야 될 것입니다. 그렇지 않고 한국 정부가 계속 이대로 남한의 군사력을 과소평가하는 성명을 낸다면 한국 국민사이에 불안감만 조성하여 오히려 공산주의자들의 목적과 활동을 돕는 결과밖에는 되지 못할 것입니다" 이러한 국무성의 항의에 대해 장면 대사는 "우리는 어떤 책략으로서 그런 것이 아니고 진정으로 우리의 위급한 사정을 우방인 미국국민에게 호소하여 주의를 환기시켜 한국에 대한 미국의 도의적인 책임을 환기시키고자 했을 뿐"이라고 응수했다.(장면 회고록을 재인용)
1949년 6월 14일 주미 대사 장면은 미국 국무장관 서리, 딘 애치슨과 회담, 무기 원조를 요청하였다.  트루먼 대통령은 1949년 6월 7일자 교서에서 마셜 플랜을 모방하여 한국의 장기적인 경제부흥대책을 위해 만든 1억 5천만 달러의한국경제원조안을 승인해달라고 요청하면서, 유럽 국가들에 승인해왔던 원조를 한국에도 적용해야만 하며, 공여된 원조는 단지 구호(relief)가 아니라 부흥(recovery)이 되어야 한다고 주장하였다. 또한, 트루먼은 한국을, 민주주의가 공산주의의 위협하에서도 경제적으로 번영할 수 있다는 시금석(試金石)으로 삼으려 했다. 1949년 6월 이른바 한국을 시금석으로 결정해야 한다는 메시지를 의회에 보냈다.

##### 1950년
1949년 미국 의회에 제출된 한국경제원조안은 1950년 1월 부결됨으로써 한국경제원조에 차질을 가져왔다. 1950년 1월 20일, 장면은 극동 차관보 버터워스를 만났다. 이 자리에서 장면은 1월 19일, 경제협력처의 대한(對韓)원조에 우호적인 법안이 통과되지 않았다는 점이 한국내에 미칠 영향에 대해 우려를 표명하고 국무부에서 이에 대해 재검토해 줄 수 있는가를 질문했다. 버터워스 차관보는 국무장관과 대통령이 곧 이 문제에 대해서 성명을 낼 것으로 생각한다고 대답했다. 그리고 현재 시점에서 행정부가 더 할 수 있는 일은 없지만 현재 고려중인 방안이 의회로부터 하나 혹은 다른 형태의 긍정적인 반응을 이끌어 낼 수 있을 것이라고 설명했다. 버터워스 차관보는 장면 대사의 질문에 대한 답변 중 대통령의 재량에 따라 사용할 수 있는 중국 지역에 대한 상호방위원조계획(MDAP) 예산으로 책정된 7500만 달러 중 한국 원조에 전용할 수 있는 예산은 1월 19일에도 밝혔듯 하원의 동의를 이끌어 내지 않는 한 1달러도 없다는 점을 확실히 했다. 그 대신 '극동경제원조안(極東經濟援助案)'이 채택되어 1950 회계연도에 9천만 달러가 할당되긴 했으나 한국 전쟁시까지 불과 4,500만 달러만이 사용됨으로써 한국경제에 큰 도움이 되지는 못했다.
미국은 한국 전쟁(1950년~1953년) 당시 유엔군을 조직하여 대한민국 편에서 참전하여 절대적인 역할을 하였다. 1951년 9월에는 샌프란시스코 강화조약을 통해 일본과 다시 국교를 정상화하였고 그 해에 미일안전보장조약을 조인하였다. 그러나 냉전의 양상이 초래되자, 미국은 유엔이라는 집단 안전보장체제만으로는 세계평화를 유지하기 어렵다고 판단하여 집단 방위체제와 상호 방위체제의 구축에 노력하게 되었다. 이러한 바탕 위에 소위 말하는 봉쇄정책이 등장했으며, 이는 소련과 중국을 중심으로 한 공산세력을 군사적으로 봉쇄하고, 정치적으로나 경제적으로 고립시키는 데 그 목적을 두었다.

## 여담

### 귀신 소동
트루먼은 임기 초기에 책이 날아다니고 밤에 이상한 발자국 소리가 나는 데다가 만년필이 저절로 움직이는 등 폴터가이스트 현상에 시달렸다. 이 현상에 화를 참지 못하고 불같이 분노한 트루먼은 자신이 거주하는 대통령궁에서 귀신이 나오던 일부 지역을 불도저로 밀어버리고 새로 지으라고 명령했다. 그 뒤로 귀신은 나타나지 않았다고 한다.

### 그의 미들네임 S에 관한 논란
트루먼은 미들네임이 없이, S란 이니셜만 있었다. 이름이 아닌 이니셜을 쓰는 것은 미주리 주를 비롯한 미국 남부의 관습이었다.
종종 트루먼은 S가 이니셜이 아니라 완전한 이름이라서 뒤쪽에 붙는 점은 빼야 한다고 농담을 하곤 했다. 그러나 공식 문서와 대통령 문고에선 모두 이름의 S에 이니셜임을 뜻하는 점을 붙여 쓰고 있다. 또한 해리 S. 트루먼 문고가 보유한 여러 시기의 트루먼의 서명들에서도 자신이 직접 S 뒤에 점을 붙여 쓴 것은 분명하다.

### 기타
트루먼 대통령은 미국 대통령 역사상 4번째 암살 위기를 겪었다. 1950년 11월 1일 오후 2시 15분 백악관 공사 중 오스카 코아조와 그라젤리오 토레솔라라는 푸에르토리코 민족주의자가 침입해 영빈관 현관에서 대통령 경호원들과 총격전을 벌였고 그 과정에서 토레솔라와 최초로 경호원 1명이 사망했다. 이후에 국회는 트루먼에게 영구적 경호를 인정하는 법안을 제출했다.

### 퇴임 후
퇴임 후, 그는 키가 작아서(175 cm) 붙은 애칭인 "리틀 맨(little man)"이 아닌, 서방세계를 공산주의로부터 막아낸 거인이란 뜻의 "리틀 빅 맨(little big man, 작은 거인)"이라는 애칭을 얻었다. 1972년 12월 26일, 향년 89세로 사망했다.

## 같이 보기
- 트루먼 독트린
- 한국전쟁
- 프랭클린 D. 루스벨트
- 이오시프 스탈린
- 더글러스 맥아더
- 드와이트 아이젠하워
- 조지프 매카시
- 이승만
- 미국의 부통령
- 미국의 대통령

## 역대 선거 결과
| 선거명      | 직책명                  | 대수 | 정당   | 득표율 | 득표수 (선거인단)    | 결과 | 당락                   |
| ----------- | ----------------------- | ---- | ------ | ------ | -------------------- | ---- | ---------------------- |
| 1934년 선거 | 상원의원 (미주리 제1부) | 74대 | 민주당 | 59.55% | 787,110표            | 1위  | 미주리주 상원의원 당선 |
| 1940년 선거 | 상원의원 (미주리 제1부) | 77대 | 민주당 | 51.17% | 930,775표            | 1위  | 미주리주 상원의원 당선 |
| 1944년 선거 | 미국의 부통령           | 34대 | 민주당 | 53.38% | 25,612,610표 (432명) | 1위  | 미국의 부통령 당선     |
| 1948년 선거 | 미국의 대통령           | 33대 | 민주당 | 49.55% | 24,179,345표 (303명) | 1위  |                        |